# Bruksgatan, Helsingborg

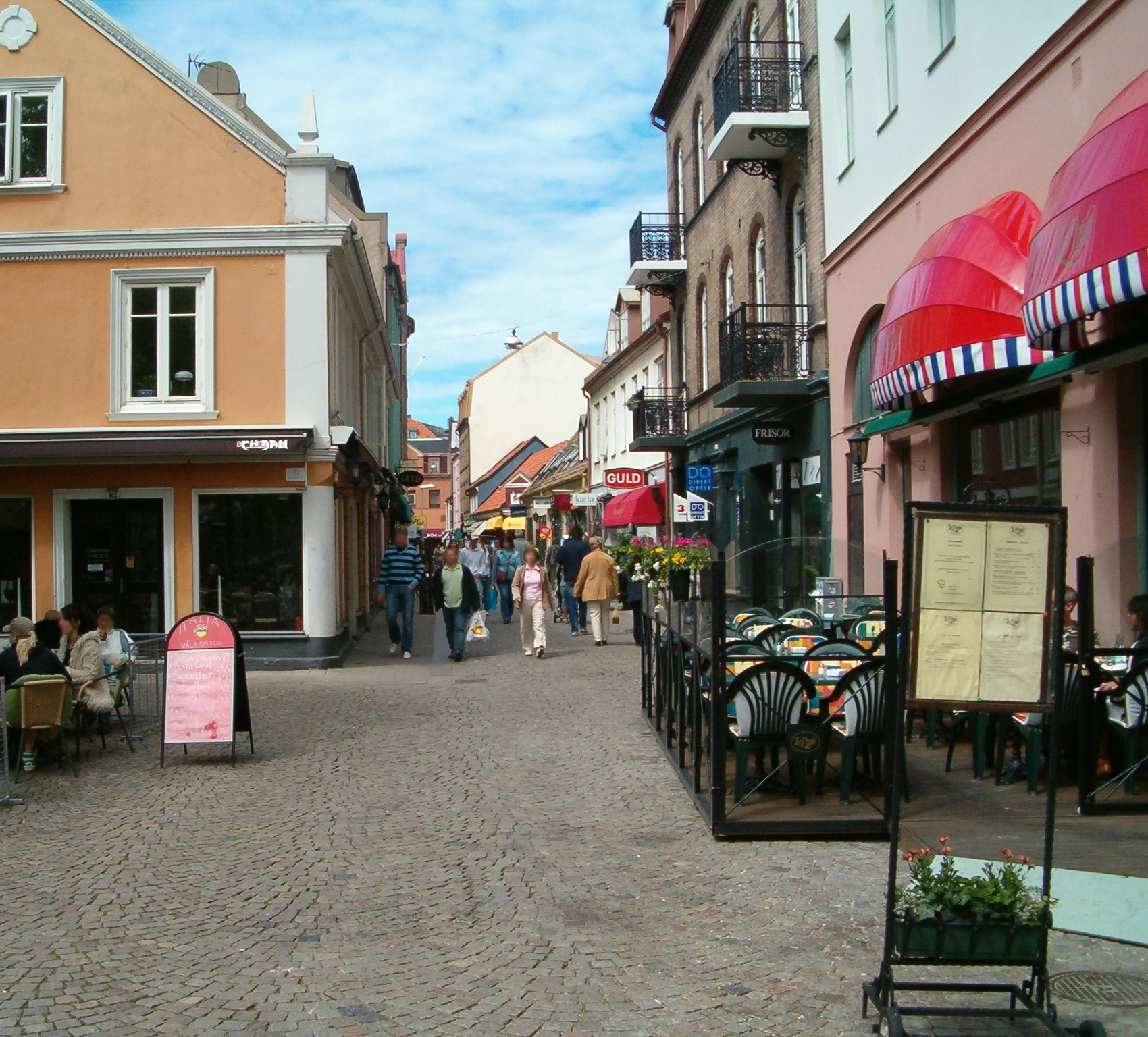
Bruksgatans gågata, sedd från söder. Till höger i bild ses den franska restaurangen La Petite, medan man till vänster ser den japanska restaurangen Ichiban.

Bruksgatan är en handelsgata i centrala Helsingborg, där den norra delen är gågata medan den allra sydligaste är bilgata. Gatan har medeltida ursprung och kallades fram till 1800-talet för Lilla Södra gatan.

## Sträckning
Bruksgatan sträcker sig från Södra Kyrkogatan i norr till Trädgårdsgatan i söder. Den slutar i båda ändar i en t-korsning. Gatan korsas på två ställen, den nordligaste korsningen utgörs Möllegränden, medan den södra består av en femvägskorsning där Prästgatan korsar Bruksgatan från väster och bryts i korsningen av i två grenar, den södra sträckningen är en fortsättning på Prästgatan, medan den norra utgörs av Karlsgatan. Fram till denna korsning är gatan en gågata och blir efter korsningen en åt söder enkelriktad gata.

## Gatubild
Som en del av det gamla medeltida gatunätet har Bruksgatan en oregelbunden form bestående av en lätt krökt sträckning. Bebyggelsen längs gatan är mycket omväxlingrik och man kan se klara skillnader mellan gatans norra delar och dess södra. De norra präglas till stor del av låg hantverksbebyggelse från tidigt 1800-tal, vilket ger den en intim prägel. Fram till Möllegränden reser sig endast två byggnader tre våningar, medan de andra är på en till två våningar. Vid t-korsningen mellan Bruksgatan och Södra Kyrkogatan ligger däremot en sex våningar hög byggnad men denna har anpassats till gatubilden och fasaden mot Bruksgatan har endast två våningar. I korsningen Bruksgatan/Möllegrändens sydvästra sida ligger det tre våningar höga Hantverksföreningens hus. 
På Bruksgatans östra sida kan man här se ett bra exempel på hur skalan i bebyggelsen förändrades i Helsingborg under tidens lopp. Från denna korsning ner till nästa ligger från norr till söder först en envånings gårdsbyggnad från 1803, som efterföljs av en tvåvåningsbyggnad från 1874 och sen en trevåningsbyggnad från 1898, för att i korsningen Bruksgatan/Prästgatan/Karlsgatan avslutas med en femvånings jugendbyggnad med hörntorn från 1908. På hundra år hade skalan alltså ändrats från envåningshus till femvåningshus. På denna gatusträcknings västra sida är den blandade bebyggelsen däremot inte lika kronologiskt placerad, först med Hantverksföreningens hus (1896), sedan en envåningsbyggnad från cirka 1820, sedan en trevåningsbyggnad från 1850 och till slut två tvåvåningahus från 1815 och 1826. Efter dessa hus och fram till korsningen öppnas gatan upp där den i väster kantas av ett av de få senare tillskotten längs gatan: ett stort bostadshus från 1987 i kvarteret Thalia. Platsen kallades tidigare för Teaterplatsen då kvarteret Thalia tidigare hyste Helsingborgs gamla stadsteater, som revs 1976. Efter att teatern rivits var platsen utan namn, men 2008 beslutades det att platsen skulle få namnet Ingmar Bergmans plats, då Bergman varit regissör på teatern 1944-46. Platsen erbjuder också en del grönska åt gatan, då den kantas av ett antal almar. 
Efter korsningen går gatan över i bilgata, kantad av trottoarer. Bebyggelsen är här väsentligt högre än den äldre delen med hus i tre till fyra våningar på båda sidor längs hela gatan. I femvägskorsningen kan anmärkas ett funkishus från 1932, ursprungligen uppfört som Hotel Savoy. Ett avbrott i de kompakta fasaderna kommer på den östra sidan, där EFS-kyrkan missionshus, det första som uppfördes på gatusträckningen, är något indraget från gatan i förhållande till de andra fasaderna. Här finner man lite mer grönska i form av träd, planterade i fortsättningen på de övriga fasaderna och en stor trappavsats mot gatan.

## Historia
När gatan exakt uppstod vet man inte med säkerhet, men den bör har uppstått någon gång under 1300- eller 1400-talen, som en bakgata till huvudgatan, då Syndre Algathen, nu Södra Storgatan. Bebyggelsen låg vid denna tiden förmodligen med tyngdpunkten på den östra sidan av gatan, medan den västra var öppen mot vattnet, som då låg ungefär där Södra Strandgatan nu går. Den enda bebyggelsen på denna sida utgjordes av små fisketorp. När bebyggelsen började förtätats på andra sidan vet man inte med säkerhet. Om man studerar Braun-Hogenbergs stadsvy från 1588 finns två möjligheter av hur gatans sträckning gestaltas. Antingen är gatan den del av sticket som ligger strax vid stranden, vilket skulle betyda att det inte fanns någon bebyggelse alls mellan gatan och vattnet. Det andra alternativet är att gatan är gömd inne i bebyggelsen, vilket man på sticket kan läsa ut att Kullagatan är, medan Bruksgatans sträckning är något svårare at uttyda. Man vet åtminstone att Bruksgatan hade bebyggelse på båda sidor om sig 1658, då en schematisk karta över staden av Johannes Meijer visar på bebyggelse med utlagda tomter på båda sidor om gatan.
Fram till mitten av 1800-talet dominerades bebyggelsen av låga handelsgårdar och gatan sträckte sig då endast fram till nuvarande Prästgatan. Gatans namn har ändrats något under tidens gång, mest på grund av att man då inte hade några fasta namn på gator. Tidigt på 1700-talet kallades gatan för Södra Lilla gatan, medan den på 1787 års karta kallas Lilla Södra gatan. 1853 kallas den för Lilla Södergatan. 1799 etablerades en stenkärls- och gjutjärnsfabrik av greve Eric Ruuth i gatans södra fond, så småningom kallad Ruuthska bruket. Bruket markerade gatans södra slut och hade sin huvudport i gatans förlängning. Då gatan ledde rakt till brukets huvudport började den så småningom också kallas för Bruksgatan. 1812 uppförde Ramlösa hälsobrunns dåvarande ägare Achates von Platen ett kombinerat bad- och teaterhus vid korsningen Bruksgatan/Prästgatans södra del. 1876 erattes detta med den gamla Stadsteatern, som dock revs 1976 till stora protester. På 1865 års stadsplan ser man att staden planerat att gatan ska sträcka sig fram till den nyanlagda Trädgårdsgatan i söder, med detta blev inte av förrän 1885. Det var brukets, då benämnt Helsingborgs Järn- och lerkärlsfabrik, dåvarande ägare Petter Olsson, som överlät en del av fabrikens tomt för bebyggelse i och med att han påbörjade en flytt av större delen av fabriken till Söder. Denna del av gatan kallades först för Nya Bruksgatan, med har senare bara benämnts Bruksgatan. Den första byggnaden som uppfördes längs den var Missionshuset, finansierat av den djupt religiöse Petter Olsson.

## Gatuliv
Delarna av Bruksgatan som är gågata brukas livligt av stadens befolkning och har en något annan karaktär än Kullagatan, Helsingborgs största och mest exploaterade gågata. Då Kullagatan domineras av de stora detaljhandelskedjorna har Bruksgatan fler unika butiker och dessutom har gatan plats för ett flertal restauranger och kaféer längs sin sträckning, något som Kullagatan i sin södra del nästan helt saknar. Dessa restauranger och kaféer gör också att Bruksgatans gatuliv fortsätter efter butikernas stängning, medan Kullagatan ligger helt öde. Restaurangenra på och i området kring Bruksgatan är också av mycket stor variation, där det längs Bruksagatan finns både en indisk restaurang: Papadam, en japansk: Ichiban, en fransk: La Petite, en koreansk: Koreana, en thailändsk: Thai Corner, en ungersk: Glada Änkan, en italiensk: Cucina Antica, samt en fonduerestaurang vid namn Oasen och två kebaberior. Dessutom finns det i området kring gatan en New York-inspirerad restaurang samt en vietnamiesisk, en grekisk och en mexikansk. Mitt på gågatan ligger också det omtalade 50-talsinspirerade kaféet Ebbas fik. I området kring korsningen Bruksgatan/Södra kyrkogatan ligger tre de nattklubbarna Tempel, Le Cardinal och Cantina 28+, som gör att det på helgerna blir mycket livligt långt in på nätterna i Bruksgatans norra del. Här finns även en av Sveriges få kvarvarande frimärksaffärer, Frimärks-Netto.